# Кучер Микола Павлович
Микола Павлович Кучер (нар. 25 вересня 1953, село Зелений Луг, тепер Криворізького району Дніпропетровської області) — український радянський діяч, прохідник шахти № 1 імені Артема шахтопрохідницького управління № 1 комбінату «Кривбасшахтопроходка» Дніпропетровської області. Депутат Верховної Ради УРСР 11-го скликання.

## Біографія
Освіта середня.
З 1971 року — слюсар-складальник заготівельної дільниці металовиробів Криворізького заводу «Комуніст» Дніпропетровської області. Служив у Радянській армії.
З 1973 року — бетонник, прохідник шахти № 1 імені Артема шахтопрохідницького управління № 1 комбінату «Кривбасшахтопроходка» Дніпропетровської області.
Потім — на пенсії в місті Кривий Ріг Дніпропетровської області.

## Нагороди
- ордени
- медалі